# Zsombor nemzetség
A Zsombor nemzetség és az Agmánd nemzetségek családi hagyomány alapján ősfoglalóknak tartották magukat Erdélyben, a Kis-Szamos völgyében. Az egyik honfoglaló törzs egészében, vagy tekintélyes részében Erdélyben maradt és a Szamos völgyén és a Meszesi kapun át tartotta fenn a kapcsolatot- főleg sószállítás útján és feladatával megbízva – a nyugati magyar törzsekkel.
Anonymus erdélyi értesüléseit a honfoglalás korára vonatkozóan az Almás, Kapus és Szamos folyók, Gyalu vár és Esküllő falu vidékén birtokos Zsombor és Agmánd nemzetségtől szerezte. A Zsomborok valószínűleg a hét vezér egyikének tekintették ősüket, amire oroszlános címerük vall. Ez ugyanis a magyar törzsfők, az „urak” totem, majd címerállata. A Zsombor nemzetség sehol máshol nem birtokolt, csak Erdélynek a Marostól északra eső felében, ezért tekinthetjük őket ősfoglalónak. A honfoglaló nemzetségfők, „bő” – k népének és földjének csak egyharmada maradt meg, kétharmadát a feudális állam szervezése során a királyi várakhoz csatolták. Doboka vármegyének egyharmada még a 13. században is a Zsombor nemzetség kezén volt, Zsombor központtal. Valószínűleg az ő birtokuk volt a két Buda és a két Kend is. Az Árpád családjából származó nagyfejedelmek a törzsek harcos rétegét, a „jobbágyokat” kíséretükbe fogadták, és a törzsi birtoklás alól kivont, saját rendelkezésükre fenntartott, többnyire helyi vagy rabszolgaként behurcolt szláv lakosságú területeken telepítették le őket. A 10. század végén bekövetkezett királyi megyeszervezés során ezek a katonaelemek lettek a várnépek tisztjei, a várjobbágyok.
Az erdélyi nemzetségek feltehetően viszonylag későn, Szent István uralkodása alatt kerültek a nagyfejedelem vagy király hatalma alá. Doboka vármegye első ispánja István király közeli rokona volt, mivel fiát, Csanádot István unokaöccsének mondja a krónikás hagyomány. A vár már előbb is fennállhatott, mint a Zsombor nemzetség központja, de a királyi megye megszervezésekor ispánja nevét kapta, akárcsak a Csanádról új nevet nyert Marosvár. Valószínű hogy Doboka a Zsombor nemzetség körébe tartozhatott s hajdani hatalmát királyi tisztviselőként tovább gyakorolhatta, élvezve a megyei jövedelmekből az ispánoknak kijáró harmadot. 934-ben a szerbek lerázták a bolgár uralmat. Talán ezt használta ki Bogát utódja, Zombor gyula, hogy a Maros-Tisza-Duna szögét birtokba vegye. Ezen a területen Bogátnak nincs helynévi nyoma, annál inkább a Zombornak. A Zsombor nemzetség hagyománya szerint (Anonymus) az erdélyi gyulák őse eredetileg Tétény (harka) fia Bogát harka, ennek fia pedig Zombor gyula. Így az első erdélyi gyula Bogát, a rangemelés 921 után történhetett, amikor a harka méltóságát Bulcsú apja Kál vette át.